# Os Mutantes (album)
Os Mutantes è il primo album discografico in studio del gruppo musicale rock brasiliano degli Os Mutantes, pubblicato nel giugno 1968. 

## Il disco
Oltre a brani di autori brasiliani, l'album contiene una cover di Le premier bonheur du jour, successo di Françoise Hardy cantato in lingua originale, e una di Once Was a Time I Thought dei The Mamas & the Papas, tradotta in portoghese come Tempo no Tempo.
I brani Panis et circencis, Babye Bat macumba pochi mesi prima erano state inserite nell'album collettivo Tropicália: ou Panis et Circencis, la prima eseguita dal gruppo, la seconda dall'autore Caetano Veloso con Gal Costa e la terza da Gilberto Gil.
Os Mutantes è stato inserito dalla rivista musicale Rolling Stone al nono posto tra i dieci album di musica latina più importanti di tutti i tempi.

## Tracce
LATO A
1. Panis et Circenses – 3:40 (Gilberto Gil, Caetano Veloso)
2. A Minha Menina – 4:45 (Jorge Ben)
3. O Relógio – 3:31 (Arnaldo Baptista, Rita Lee e Sérgio Dias)
4. Adeus, Maria Fulô – 3:06 (Sivuca, Humberto Teixeira)
5. Baby – 3:01 (Caetano Veloso)
6. Senhor F – 2:35 (Arnaldo Baptista, Rita Lee e Sérgio Dias)

LATO B
1. Bat Macumba – 3:10 (Gilberto Gil, Caetano Veloso)
2. Le premier bonheur du jour – 3:39 (testo: Frank Gérald – musica: Jean Renard)
3. Trem Fantasma – 3:18 (Caetano Veloso, Arnaldo Baptista, Rita Lee e Sérgio Dias)
4. Tempo no Tempo – 3:06 (testo: Arnaldo Baptista, Rita Lee e Sérgio Dias – musica: John Phillips)
5. Ave Gengis Khan – 2:35 (Arnaldo Baptista, Rita Lee e Sérgio Dias)

## Formazione
- Arnaldo Baptista - basso, tastiere e voce
- Rita Lee - voce, percussioni, flauto, arpa
- Sérgio Dias - voce, chitarra e basso

Ospiti:
- Dirceu: batteria
- Jorge Ben: voce, chitarra acoustica (in A Minha Menina)
- Dr. César Baptista: voce (in Ave, Gengis Khan)
- Clarisse Leite: pianoforte in Senhor F
- Cláudio Baptista: Tastiera elettronica
- Gilberto Gil: percussioni (in Bat Macumba)